# Runenstein von Ärentuna

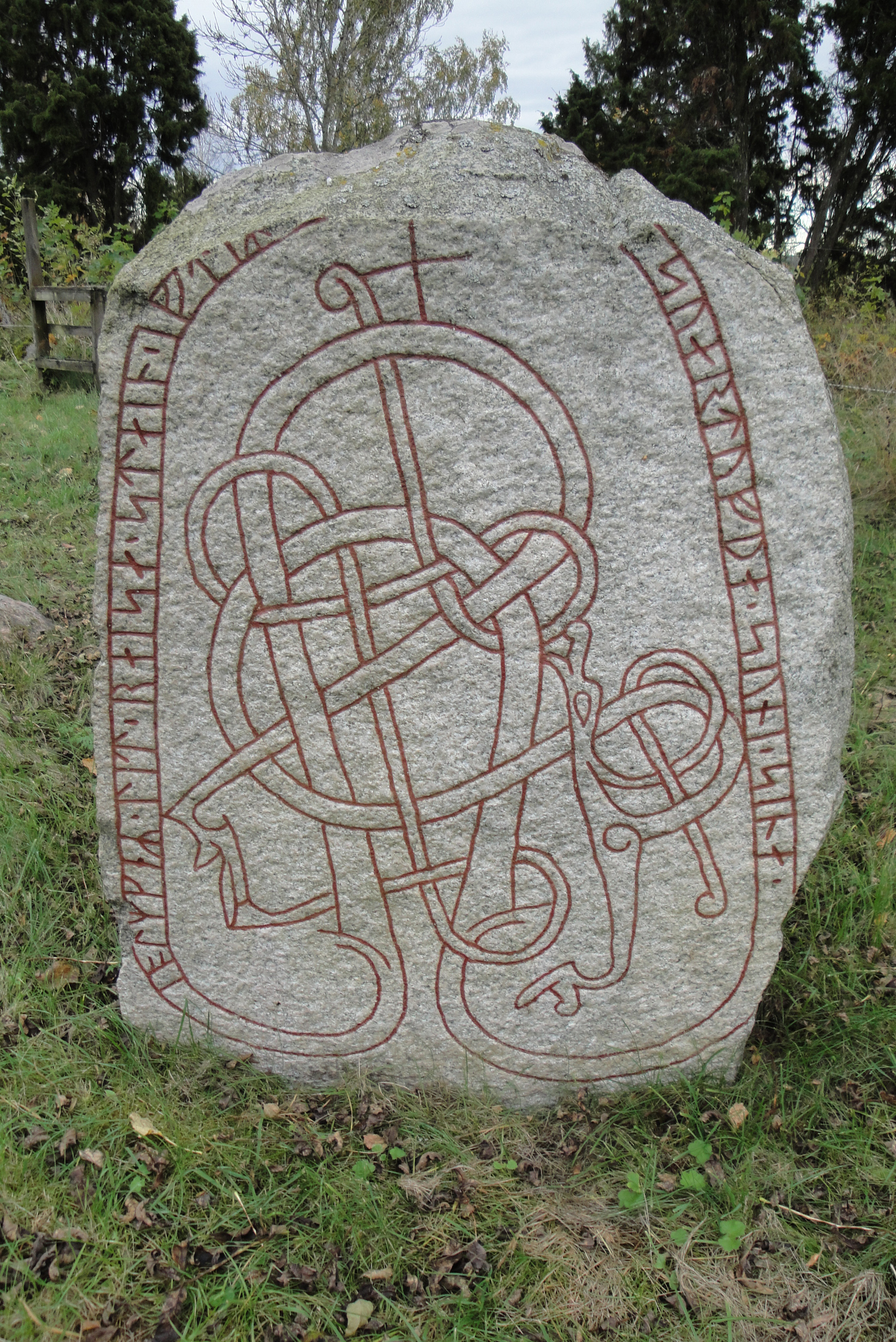
Runenstein von Ärentuna

Der am oberen Rand leicht beschädigte Runenstein von Ärentuna (U 1014) steht bei der Kirche von Ärentuna nördlich von Uppsala in Uppland in Schweden.
Die Runeninschrift besteht aus einem Text im Schlangenband, der um ein Zentrum, wo Kopf und Schwanz der Schlange verflochten sind, geritzt ist. Der Runenstein aus Gneis ist 1,0 m hoch und 1,1 m breit. Die Inschrift wurde aus stilistischen Gründen dem Runenmeister Øpir (ggf. Pop Upir Lichoj) zugeschrieben, der im späten 11. oder frühen 12. Jahrhundert als einer der letzten Runenmeister in Södermanland und Uppland mehr als 80 mal aktiv war. Er hat die Inschrift um ein kompliziertes, schriftleeres Tierdesign im Runenstein-Stil Pr5, auch als Urnes-Stil bekannt, arrangiert. Der Stil ist durch schlanke, stilisierte und eng verwobene Tiere gekennzeichnet. Die im Profil dargestellten Tierköpfe haben in der Regel mandelförmige Augen und eingerollte Rostren an Nasen oder Hals. Der Stein ist allerdings als einer von nur 11 Steinen unsigniert. Ein kleines Griechisches Kreuz im oberen Teil scheint nachträglich hinzugefügt worden zu sein.
Der Text lautet: Holmgeirr / Hjalmgeirr hat den Stein in Erinnerung an Ígulfastr (?) und Svarthôfði, seine Söhne, aufgerichtet. Der Name Svarthôfði, übersetzt „Schwarzkopf“, wurde oft als Spitzname verwendet. 
Ähnlich in der Gestaltung ist der Runenstein U 1015, der aber nicht, anders als der Runenstein von Ed, Øpir zugeschrieben wird.